# Chung kết Leagues Cup 2023
Trận chung kết Leagues Cup 2023 là trận đấu cuối cùng của mùa giải thứ ba của Leagues Cup, một giải đấu bóng đá giữa các câu lạc bộ từ Major League Soccer (MLS) và Liga MX. Trận đấu được diễn ra vào ngày 19 tháng 8 năm 2023 tại Geodis Park ở Nashville, Tennessee, Hoa Kỳ. Trận đấu được tranh tài giữa đội chủ nhà Nashville SC và Inter Miami CF, cả hai đều là những đội bóng mới gia nhập giải đấu và chưa từng giành được danh hiệu vô địch nào.
Miami đã vươn lên dẫn trước trong hiệp một với bàn thắng của Lionel Messi, trong khi Fafà Picault gỡ hòa cho Nashville sau giờ nghỉ; trận đấu kết thúc với tỷ số 1-1 sau thời gian thi đấu chính thức. Trong loạt sút luân lưu, Inter Miami CF đã giành chiến thắng với tỷ số 10-9 trong loạt sút cuối cùng giữa hai thủ môn của hai đội. Thủ môn của Miami, Drake Callender, đã được bầu chọn là cầu thủ xuất sắc nhất trận đấu sau pha cứu thua của anh trước Elliot Panicco và cú sút phạt đền thành công để giành chức vô địch cho đội của mình.